# Нубійська жирафа
Нубійська жирафа ( Giraffa camelopardalis  або Giraffa camelopardalis camelopardalis ), є номінальним підвидом або видом жирафів. Зустрічається в Ефіопії, Кенії, Уганді, Південному Судані та Судані. Наразі він вимер у дикій природі Демократичної Республіки Конго, Єгипту та Еритреї. Раніше нубійська жирафа була широко поширений на північному сході Африки. У 2018 році МСОП вперше включив цей підвид до категорії «Критично зникаючий» через скорочення чисельності на 95% за останні три десятиліття.

## Таксономія та еволюція
Наразі МСОП визнає лише один вид жирафів із дев’ятьма підвидами, одним із яких є нубійський. Нубійська жирафа від початку була відома під біноменом Cervus camelopardalis, описаним шведським зоологом Карлом Ліннеєм у Systema Naturæ у 1758 році. Він описав саме жирафу з Ефіопії або Сеннара зі Східного Судану. 
Після опису нубійської жирафи Ліннеєм кілька зразків були описані іншими натуралістами та зоологами з кінця 18 століття під різними науковими назвами, які сьогодні всі вважаються синонімами Giraffa camelopardalis camelopardalis: 
- G. c. aethiopicus Огілбі, 1836
- G. c. senaariensis від Trouessart, 1898
- G. c. typica Брайдена, 1899
- G. c. congoensis Lydekker, 1903

Аналіз підвидів жираф у 2016 році припустив, що жирафу Ротшильда ( G. c. rothschildi ) можна вважати конспецифічним екотипом нубійської жирафи, але ці результати не є остаточними. Екотип жирафи Ротшильда проживає в Кенії та Уганді.

## Фізичний опис
У нубійської жирафи чітко окреслені плями каштанового кольору, оточені переважно білими лініями, а знизу плям немає. Серединна шишка особливо розвинена у жирафи-самця. Найбільш незвичайною характеристикою нубійської жирафи є те, що надзвичайна довжина передніх ніг дає тварині величезний крок, так що, незважаючи на досить повільний ритм галопу, вона може рухатися зі швидкістю до 50 км на годину.

## Ареал
Нубійська жирафа колись була широко поширена по всій Північній Африці, від Кенії до Єгипту. Жирафа живе в саванах і лісах. Зараз нубійська жирафа живе в східному Південному Судані та південно-західній Ефіопії, а також в окремих осередках в Уганді та Кенії. Станом на 2024 рік у природі жило приблизно 4000 нубійських жираф. Менше 200 зараз проживає в західній Ефіопії та близько 450 у східній частині Південного Судану.  У Кенії їх  налічується 1,040 особин, а в Уганді понад — 2,420.